# ذي صغار (حبيش)

تعديل مصدري - تعديل

ذي صغار محلة تابعة لقرية الصفاء، التابعة لعزلة بني معين بمديرية حبيش إحدى مديريات محافظة إب في الجمهورية اليمنية، بلغ تعداد سكانها 77 حسب تعداد اليمن لعام 2004.